# Protesterna i Jordanien 2011
Protesterna i Jordanien 2011 var en i raden av folkliga demonstrationer i arabvärlden, inspirerade av den tunisiska jasminrevolutionen.
Den 21 januari 2011 krävde över 4000 demonstranter i huvudstaden Amman att den jordanske premiärministern Samir Rifai skulle avgå.
Detta trots att Rifai, i ett försöka att blidka den växande oppositionen, dagen innan presenterat planer på att höja lönerna och pensionerna för statstjänstemän.

1 februari föll kung Abdullah II till föga för de fortsatta protesterna och tillsatte en ny regering, under ledning av den förre generalen Marouf al-Bakhit, med uppdrag att genomföra "riktiga" politiska reformer.

Det ledande oppositionspartiet Islamiska aktionsfronten (IAF) förklarade att detta inte var tillräckligt för att stoppa protesterna.
Fronten ville minska kungens makt och bland annat frånta honom rätten att utse premiärminister.